# TGCOM24
 (janvier 2025).
Si vous disposez d'ouvrages ou d'articles de référence ou si vous connaissez des sites web de qualité traitant du thème abordé ici, merci de compléter l'article en donnant les références utiles à sa vérifiabilité et en les liant à la section « Notes et références ».
Mediaset TGcom24 est une chaîne de télévision d'information continue privée italienne du groupe audiovisuel privé Mediaset.